# Dichotomius camposeabrai
Dichotomius camposeabrai är en skalbaggsart som beskrevs av Martinez 1974. Dichotomius camposeabrai ingår i släktet Dichotomius och familjen bladhorningar. Inga underarter finns listade i Catalogue of Life.